# De Néverlée
De Néverlée is een familie van Zuid-Nederlandse adel.

## Geschiedenis
De Néverlées waren onder het ancien régime hoofdzakelijk militairen. Een van de vroegst bekende is Georges de Néverlée, van wie de legende vertelt dat hij in 1214 in de Slag bij Bouvines het leven redde van koning Filips-August. Dit zou de reden zijn waarom de familie de Franse koninklijke lelie in haar wapenschild mocht plaatsen. Deze Georges werd bijgezet in de kerk van Néverlée, onder een grafplaat waarop hij in volle militaire uitrusting stond afgebeeld.
Leden van de familie de Néverlée werden in de Tweede Stand ('état noble') van Namen opgenomen in 1680, 1712 en 1724. In 1789 werd een van hen gedeputeerde van de Tweede Stand.

## Philippe de Néverlée de Baulet
Philippe Joseph de Néverlée de Baulet (Namen, 15 juli 1749 - Baulet, 8 december 1829) was een zoon van Ferdinand de Néverlée, heer van Baulet, provoost van Poilvache, kapitein van de Zwitserse wacht bij de Palatijnse keurvorst, en van Marie-Claire de Jaubert. Philippe werd zelf ook provoost van Poilvache en gedeputeerde van de Tweede stand in de staten van Namen. Hij bleef vrijgezel.
In juli 1807 nam hij samen met Jean-François Gendebien de concessie van Desgain en Compagnie over, voor de exploitatie van koolmijnen in Roton.
In 1816, Verenigd Koninkrijk der Nederlanden, werd hij erkend in de erfelijke adel met de titel baron, overdraagbaar bij eerstgeboorte, en benoemd in de Ridderschap van Henegouwen.

## Romain de Néverlée de Baulet
Romain Charles Joseph de Néverlée (Namen, 16 december 1751 - Parijs, 24 mei 1821), broer van Philippe, grondeigenaar, promoveerde tot licentiaat in de rechten.
In 1816 werd hij erkend in de erfelijke adel met de titel baron, overdraagbaar bij eerstgeboorte, en benoeming in de Ridderschap van Namen. Hij was kamerheer van Willem I der Nederlanden en lid van de Eerste Kamer der Staten-Generaal, van 8 februari 1816 tot aan zijn dood.
Hij trouwde in 1783 met Thérèse van den Berghe de Binckum (1768-1798), een huwelijk dat kinderloos bleef. Hij hertrouwde in 1800 in Parijs met Sophie de Fumeron (1780-1856). Ze hadden een zoon, baron Charles-Louis Philippe de Néverlée de Baulet (1807-1880), die diplomaat werd en enkele afstammelingen heeft tot heden, van Franse nationaliteit. Deze Philippe, ook vaak als 'graaf' vernoemd, zelfs in officiële akten, was concessiehouder van mijnontginningsgrond over 150 ha in Aiseau. In 1844 kreeg hij nog een supplementaire concessie over 50 ha. In 1853, in vennootschap met graaf Pierre-Léon de Courcy, fuseerde hij de mijn van Sainte-Catherine (333 ha) met die van Roton tot een concessie van 410 ha.
Zijn zoon, Jean-Gaëtan Philippe de Néverlée (1848-1891) nam in 1890 het initiatief om alle mijnen waarvan hij concessiehouder was, te verenigen in de Société Anonyme des Charbonnages-Réunis de Roton-Farciennes, Baulet et Oignies-Aiseau (in totaal 630 ha), waarvan hij afgevaardigd bestuurder werd.
Een kleindochter van Charles Louis Philippe, Zoé-Jacqueline de Néverlée (1884-1971), trouwde met graaf Wolfgang d'Ursel (1882 - gesneuveld 1914), zoon van hertog Joseph d'Ursel en in tweede huwelijk met graaf Pierre d'Ursel (1892-1926), zoon van Hippolyte d'Ursel. Uit het eerste huwelijk zijn er afstammelingen tot heden.
In Suarlée bij Namen is er een bosgebied dat Domaine de Néverlée heet, en in Namen is er een Rue de Neverlée.